# 13 de fevereiro nos Jogos Olímpicos de Inverno de 2010
O dia 13 de fevereiro foi o segundo dia de competições dos Jogos Olímpicos de Inverno de 2010. Neste dia foram disputadas competições de sete esportes e cinco finais.

## Esportes
| - Biatlo - Esqui estilo livre - Hóquei no gelo - Luge | - Patinação de velocidade - Patinação de velocidade em pista curta - Salto de esqui |

## Resultados

### Biatlo
A eslovaca Anastasiya Kuzmina conquista sua primeira medalha de ouro em uma olimpíada, no velocidade feminino com o tempo de 19:55.6, a alemã Magdalena Neuner e a francesa Marie Dorin ficaram com as medalhas de prata e de bronze respectivamente.

### Esqui estilo livre
A estadunidense Hannah Kearney conquista a medalha de ouro na prova de moguls feminino com 27.97 pontos, terminando a frente da canadense Jennifer Heil, que ficou com a prata, e da estadunidense Heather McPhie que ficou com a medalha de bronze.

### Hóquei no gelo
- Acontece a primeira rodada do grupo A feminino. No primeiro jogo, a Suécia derrotou a seleção da Suíça por 3 gols a 0. No outro jogo, as anfitriãs canadenses derrotaram as eslovacas por 18 a 0.[3][4]

| 13 de fevereiro | Suécia SWE                                                                | 3 – 0                     | SUI Suíça | UBC Winter Sports Centre                  |
| 12h00           | Danijela Rundqvist 12:31' Tina Enstrom 31:35' Erica Uden Johansson 41:50' | (1-0, 1-0, 1-0) Relatório |           | Público: 5,222 Árbitro: USA Leah Wrazidlo |

| 13 de fevereiro | Canadá CAN | 18 – 0                    | SVK Eslováquia | Canada Hockey Place                      |
| 17h00           | Haley Irwin (2) 1:39' 44:37' Tessa Bonhomme 3:06' Meghan Agosta (3) 5:38' 11:34' 30:19' Carla MacLeod (2) 8:21' 36:42' Gina Kingsbury (2) 15:09' 52:52' Colleen Sostorics 16:20' Sarah Vaillancourt 23:42' Marie-Philip Poulin 27:21' Jaina Hefford (3) 32:00' 44:23' 51:03' Caroline Ouellette 32:44' Cherie Piper 46:54' | (7-0, 6-0, 5-0) Relatório |                | Público: 16,496 Árbitro: GBR Joy Tottman |

### Luge
Começa a competição de luge no Individual masculino. o alemão Felix Loch foi o mais rápido do dia, com tempos de 48.168 e 48.402 segundos, seguido do alemão David Möller e do italiano Armin Zöggeler. As outras duas corridas finais serão realizadas no dia seguinte, em 14 de fevereiro.

### Patinação de velocidade
O neerlandês Sven Kramer conquistou a medalha de ouro com o tempo de 6:03.32 min na prova de 5000 metros masculino, o sul-coreano Lee Seung-Hoon ficou com a medalha de prata e o russo Ivan Skobrev ficou com a medalha de bronze.

### Patinação de velocidade em pista curta
O sul-coreano Lee Jung-Su levou outra medalha para o seu país ao vencer o 1500 m masculino. Os estadunidenses Apolo Anton Ohno e J. R. Celski completam o pódio, somando mais duas medalhas para os Estados Unidos.

### Salto de esqui
Acontece a fase final da prova de pista normal individual, onde o suíço Simon Ammann leva o ouro e o polonês Adam Małysz leva a prata. A medalha de bronze fica com o suíço Gregor Schlierenzauer

## Campeões do dia
Esses foram os "campeões" (medalhistas de ouro) do dia:
| Medalhas de Ouro                       | Medalhas de Ouro        | Medalhas de Ouro   | Medalhas de Ouro   | Medalhas de Ouro |
| Modalidades                            | Categoria               | Atleta (s)         | País               | Ref.             |
| -------------------------------------- | ----------------------- | ------------------ | ------------------ | ---------------- |
| Biatlo                                 | Individual masculino    | Anastasiya Kuzmina | SVK Eslováquia     | [ 1 ]            |
| Esqui estilo livre                     | Moguls feminino         | Hannah Kearney     | USA Estados Unidos | [ 2 ]            |
| Salto de esqui                         | Pista normal individual | Simon Ammann       | SUI Suíça          | [ 8 ]            |
| Patinação de velocidade                | 5000 m masculino        | Sven Kramer        | NED Países Baixos  | [ 6 ]            |
| Patinação de velocidade em pista curta | 1500 m masculino        | Lee Jung-Su        | KOR Coreia do Sul  | [ 7 ]            |

## Líderes do quadro de medalhas ao final do dia 13
| Ordem | País               | Medalha de ouro | Medalha de prata | Medalha de bronze |   |
| ----- | ------------------ | --------------- | ---------------- | ----------------- | - |
| 1     | USA Estados Unidos | 1               | 1                | 2                 | 4 |
| 2     | KOR Coreia do Sul  | 1               | 1                |                   | 2 |
| 3     | SVK Eslováquia     | 1               |                  |                   | 1 |
|       | NED Países Baixos  | 1               |                  |                   | 1 |
|       | SUI Suíça          | 1               |                  |                   | 1 |